# لاریسا تساگارایوا
لاریسا تساگارایوا (انگلیسی: Larisa Tsagarayeva؛ زادهٔ ۴ اکتبر ۱۹۵۸) ورزشکار شمشیربازی اهل اتحاد جماهیر شوروی سوسیالیستی است.
وی در مسابقات کشوری و بین‌المللی در مجموع برندهٔ ۱ مدال نقره شده‌است.